# Arirang (film, 1926)
Pour les articles homonymes, voir Arirang.
Pour plus de détails, voir Fiche technique et Distribution.
Arirang (hangeul : 아리랑 ; RR : Arirang) est un film muet coréen écrit et réalisé par Na Un-gyu qui y tient également le rôle principal.
Sorti le 1er octobre 1926 en Corée sous domination japonaise à l'époque, il est considéré comme l'un des films les plus influents de l'histoire du cinéma coréen, ainsi que le premier film nationaliste coréen et une critique de l'occupation japonaise de la Corée,. Il a initié l'« âge d'or des films muets » en Corée qui dure jusqu'en 1935 environ et est le premier d'une série de films nationalistes anti-occupation qui se termine avec la répression accrue de la culture nationale par les autorités japonaises. Il tire son titre de la chanson traditionnelle Arirang et on raconte que le public le chantait à chaque fin du film. Arirang est aujourd'hui considéré comme un film perdu mais une trace écrite de son intrigue existe toujours.

## Synopsis
Yeong-jin (Na Un-gyu) est un étudiant devenu malade mental après avoir été emprisonné et torturé par les Japonais pour son implication dans le soulèvement du 1er Mars 1919 contre l'occupation japonaise de la Corée. Après sa libération, il rentre chez lui pour vivre avec son père et sa sœur, Yeong-hui (Shin Il-seon), dans son village natal. Son vieil ami Hyeon-gu (Nam Kung-woon) est maintenant amoureux de Yeong-hui. Tandis que les villageois sont occupés à la fête des récoltes, O Gi-ho (Ju In-gyu), un collaborateur avec la police japonaise, tente de violer Yeong-hui. Hyeon-gu se bat alors contre lui, tandis que Yeong-jin regarde la scène et a la vision d'un couple dans un désert en train de mendier de l'eau à un homme. Quand cet homme de son imagination embrasse la femme plutôt que de lui offrir de l'eau, Yeong-jin le frappe avec une faucille alors qu'il est dans la réalité en train de tuer O Gi-ho. Yeong-jin reprend ses esprits juste après et le film se termine lorsque la police japonaise le ramène en prison alors que les villageois pleurent.

## Distribution
- Na Un-gyu : Ch'oe Yeong-jin
- Shin Il-seon : Ch'oe Yeong-hui
- Nam Kung-woon : Hyeon-gu
- Ju In-gyu : O Gi-ho

## Impact

### Réception initiale
Arirang fait sa première au cinéma Dansungsa à Séoul le 1er octobre 1926 et devient rapidement une sensation nationale et un succès commercial, étant projeté dans tous les cinémas à travers le pays. Le film se distingue nettement des mélodrames classiques (shinpa), qui forment la majorité de la production de l'époque, en raison de sa métaphore de la résistance à l'occupation japonaise. Il est vu comme le premier film nationaliste coréen.

### Postérité

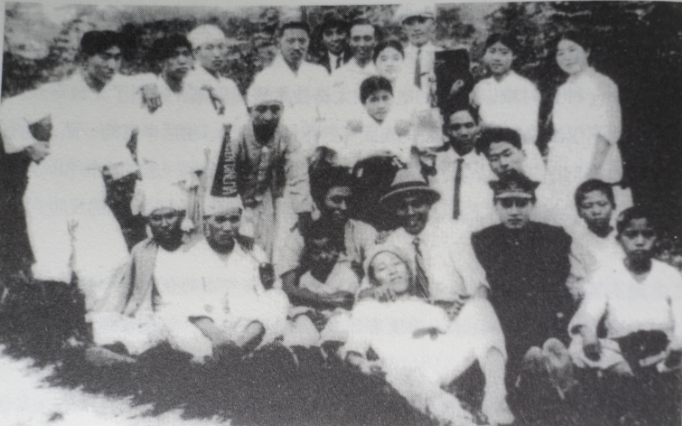
L'équipe du film Arirang en 1926.

Arirang est considéré comme le premier chef-d'œuvre du cinéma coréen et comme une source d'inspiration pour de nombreux cinéastes coréens de l'époque,. De nos jours, l'endroit à Donam-dong (en) (Séoul) où le film a été tourné est nommé « Rue du film Arirang ». Cette rue est également celle où se situe le parc Na Un-gyu, le cinéma Arirang Cine Center et la bibliothèque d'information Arirang.

### Suites et autres versions
Na Un-gyu réalise deux suites à Arirang : un autre film muet appelé Une histoire du jour après Arirang (en) (1930) et un film parlant appelé Arirang 3 (en) (1936).
Plusieurs réalisateurs ont refait des versions d'Arirang, comme Lee Gang-chon en 1954, Kim So-dong en 1957, Yu Hyeon-mok en 1968 et Lee Doo-yong en 2003. Cette dernière version est le premier film sud-coréen à être publiquement projeté en Corée du Nord.

## Film perdu
Comme presque tous les films coréens de cette époque, Arirang de Na Un-gyu est considéré comme un film perdu. Les neuf bobines originales du film ont disparu durant la guerre de Corée. Cependant, une copie du film aurait été détenue par le collectionneur japonais Yoshishige Abe, décédé en février 2005. Sa collection d’environ 50 000 films est revenue au gouvernement japonais après sa mort, mais en 2018 aucune nouvelle n’avait encore été annoncée quant à la présence de Arirang dans la collection.